# Верховная рада Украины
Верхо́вная ра́да Украи́ны (укр. Верховна Рада України, букв. «Верховный совет Украины») — однопалатный парламент Украины, состоящий из 450 народных депутатов, избранных сроком на пять лет на основе всеобщего, равного и прямого избирательного права путём тайного голосования.
Верховная рада Украины является единственным органом власти, уполномоченным принимать законы.
Полномочия Верховной рады Украины реализуются совместной деятельностью народных депутатов Украины на заседаниях Верховной рады Украины во время её сессий.
Полномочия народных депутатов Украины определяются Конституцией и законами Украины. Народные депутаты Украины могут добровольно объединяться во фракции.
Верховная рада формирует правительство страны — Кабинет министров — и осуществляет контроль за его деятельностью.

## Название
Название «рада» в переводе с украинского языка означает «совет» (укр. радитися — «совещаться») и происходит через польское посредство из немецкого языка (нем. Rat, пол. rada), когнат архаичному англ. rede. В советское время название высшего законодательного органа Украинской ССР переводилось на русский язык как Верховный Совет, как и высшие законодательные органы всех союзных республик.
После обретения независимости в августе 1991 года в русском языке получило распространение название Верховная рада без перевода. После принятия 28 июня 1996 года Конституции Украины название украинского парламента стало официально переводиться на русский язык как «Верховная Рада Украины».

## Состав и порядок формирования
В состав Верховной рады входит 450 депутатов, избираемых на пятилетний срок на основе всеобщего, прямого и равного избирательного права путём тайного голосования. Для полномочности Верховной рады должны быть избраны не менее двух третей от её конституционного состава (то есть 300 народных депутатов). Депутатом может быть избран гражданин Украины не моложе 21 года, который имеет право голоса, в течение 5 последних лет проживал на территории Украины, и не имеет судимости. Народные депутаты осуществляют свои полномочия на постоянной основе и не могут иметь какого-либо другого представительского мандата, находиться на государственной службе или занимать какие-либо другие оплачиваемые должности или вести предпринимательскую деятельность (исключением является преподавательская, научная и творческая работа).
Очередные выборы в парламент проводятся, согласно конституции, в последнее воскресенье октября пятого года полномочий парламента.

### Внеочередные выборы
Внеочередные выборы в парламент могут быть объявлены Президентом Украины при досрочном прекращении полномочий парламента в следующих случаях:
- если в течение одного месяца в Верховной раде Украины не сформирована коалиция депутатских фракций;
- если в течение шестидесяти дней после отставки кабинета министров Украины не сформирован его персональный состав;
- если в течение тридцати дней одной очередной сессии пленарные заседания не могут начаться.

Возможность роспуска парламента в вышеупомянутых случаях является правом президента, но не обязанностью. Перед принятием решения о роспуске глава государства обязан провести консультации со спикером парламента и его заместителями, а также с руководителями депутатских фракций.

### Присяга народного депутата
Перед вступлением в должность народные депутаты приносят перед Верховной радой и украинским народом следующую присягу (отказ от принесения присяги влечёт утрату мандата).

Присягаю на верность Украине. Обязуюсь всеми своими действиями защищать суверенитет и независимость Украины, заботиться о благе Отчизны и благосостоянии Украинского народа. Присягаю придерживаться Конституции Украины и законов Украины, исполнять свои обязанности в интересах всех соотечественников.Оригинальный текст (укр.)Присягаю на вірність Україні. Зобов'язуюсь усіма своїми діями боронити суверенітет і незалежність України, дбати про благо Вітчизни і добробут Українського народу. Присягаю додержуватися Конституції України та законів України, виконувати свої обов'язки в інтересах усіх співвітчизників.

## Конституционные полномочия
Полномочия Верховной рады были значительно расширены после конституционной реформы 2004 года. Соответствующие поправки к основному закону страны были отменены Конституционным судом Украины в 2010 году, но признаны Верховной радой вновь действующими в феврале 2014 года. В 2016 году в Конституцию были внесены изменения, касающиеся судебной системы.
Согласно Конституции Украины, Верховная рада является единственным органом законодательной власти в государстве. Её основными задачами являются принятие законов, а также формирование и контроль за деятельностью исполнительной власти в лице Кабинета министров Украины.
К ведению Верховной рады относятся, в частности:
- внесение изменений в Конституцию Украины в порядке, установленном самой Конституцией;
- принятие законов;
- утверждение государственного бюджета и внесение в него изменений, а также контроль за его выполнением;
- определение основ внутренней и внешней политики государства;
- назначение референдума по вопросу изменения территории Украины;
- утверждение общенациональных программ экономического, научно-технического, социального, национально-культурного развития и охраны окружающей среды;
- назначение и увольнение главы и других членов Счётной палаты Украины, а также Уполномоченного Верховной рады Украины по правам человека;
- назначение и увольнение половины состава совета Национального банка Украины, а также половины состава Национального совета Украины по вопросам телевидения и радиовещания (вторая половина двух этих органов назначается и увольняется Президентом Украины);
- назначение и увольнение трети состава Конституционного суда Украины;
- принятие по представлению президента решения об объявлении состояния войны или заключении мира и в случае вооружённой агрессии против Украины — решения об использовании вооружённых сил Украины и других образованных в соответствии с законами Украины о воинских формированиях;
- утверждение общей структуры, численности и определений функций Службы безопасности Украины, Министерства внутренних дел, вооружённых сил Украины и прочих вооружённых формирований;
- установление государственных символов Украины;
- назначение очередных и внеочередных выборов в органы местного самоуправления;
- принятие решения о допуске иностранных вооружённых подразделений на территорию Украины.

### Отношения с президентом Украины
- принимаемые Верховной радой законы после подписания спикером парламента направляются на подпись президенту Украины, который имеет в их отношении право вето (кроме законов об изменении Конституции Украины). В случае, если глава государства откажется подписывать принятый Верховной радой закон и вернёт его в течение 15 дней с момента получения для повторного рассмотрения, парламент может либо согласиться с мотивированными предложениями Президента, либо преодолеть вето, повторно приняв закон в той же редакции большинством голосов не менее двух третей от конституционного состава. В случае преодоления вето президент обязан будет в течение 10 дней подписать и официально обнародовать такой закон. Поправки к конституции от 2004 года предусмотрели дополнительный защитный механизм — если Президент откажется подписать закон даже в случае преодоления парламентом президентского вето, он будет опубликован за подписью спикера парламента в обход главы государства и вступит в силу;
- глава государства имеет право самостоятельно вносить законопроекты в парламент (право законодательной инициативы), а также право определять законопроекты как неотложные (такие законопроекты должны рассматриваться Верховной радой Украины вне очереди);
- по представлению главы государства Верховная рада назначает и увольняет следующих должностных лиц: премьер-министра Украины (соответствующее представление вносится Президентом по предложению коалиции депутатских фракций), министра иностранных дел, министра обороны, председателя Национального банка Украины, членов Центральной избирательной комиссии, председателя Службы безопасности Украины;
- Верховная рада даёт главе государства согласие на назначение и увольнение генерального прокурора Украины, парламент может по своей инициативе выразить недоверие генеральному прокурору, что влечёт за собой его отставку;
- прерогативой Верховной рады является назначение выборов президента Украины, к полномочиям главы государства, в свою очередь, относится объявление очередных и внеочередных выборов в Верховную раду, а также досрочное прекращение полномочий парламента (роспуск) в предусмотренных Конституцией случаях;
- глава государства имеет право требовать созыва внеочередной сессии Верховной рады;
- Верховная рада заслушивает ежегодные и внеочередные послания президента Украины о внутреннем и внешнем положении Украины;
- вступление в должность новоизбранного президента Украины (инаугурация) происходит на торжественном заседании Верховной рады;
- Верховная рада имеет право сместить президента Украины с должности в порядке особой процедуры импичмента[~ 2];
- некоторые указы президента требуют утверждения парламентом — в частности, указы о введении чрезвычайного или военного положения, о всеобщей или частичной мобилизации, а также об объявлении отдельных местностей зонами чрезвычайной экологической ситуации.

### Отношения с кабинетом министров Украины
Согласно действующей редакции Конституции Украины, Верховная рада играет ключевую роль в процессе формирования правительства Украины. Именно к компетенции парламента относится назначение премьер-министра. Данное назначение производится формально по представлению президента, но глава государства при внесении данного представления обязан принять кандидатуру, предложенную коалицией депутатских фракций, в которую входит большинство депутатов Верховной Рады. Президент не может отвергнуть кандидатуру от коалиции по политическим соображениям, а только лишь, если нарушены установленные Конституцией Украины и законодательством условия внесения кандидатуры, или же предложенная кандидатура не соответствует требованиям к члену правительства, установленным законодательством.
- Помимо премьер-министра, Верховная рада назначает и увольняет всех остальных членов правительства (министров обороны и иностранных дел — по представлению Президента, остальных членов Кабинета министров — по представлению премьер-министра), по представлению премьер-министра — также председателя Антимонопольного комитета Украины, председателя Национального совета Украины по вопросам телевидения и радиовещания, председателя Фонда государственного имущества. Увольнение всех названных должностных лиц Верховная Рада может осуществлять и по своей инициативе без представлений Президента или премьер-министра;
- Верховная рада принимает решение об утверждении программы деятельности правительства Украины, а также осуществляет контроль за его деятельностью;
- принятие парламентом резолюции недоверия по отношению к правительству влечёт за собой его отставку.

### В отношении к Автономной Республике Крым
Согласно Конституции Украины, к полномочиям парламента Украины относится:
- утверждение Законом Украины Конституции Автономной Республики Крым;
- досрочное прекращение полномочий Верховной рады Автономной Республики Крым и назначение её досрочных выборов при наличии заключения Конституционного суда о нарушении ей Конституции или законодательства Украины.

## Порядок работы
Верховная рада работает сессионно. Решения Верховной рады как коллегиального органа принимаются исключительно на её пленарных заседаниях путём голосования. Депутаты Верховной рады обязаны участвовать в голосованиях лично и не имеют права делегировать свой голос кому-либо.

### Руководство деятельностью парламента
Верховная рада избирает из своего состава председателя (голову́) Верховной рады, а также двух его заместителей (по традиции первый заместитель обычно представляет парламентское большинство, а второй заместитель — оппозицию). Председатель Верховной рады ведёт её заседания, организует её работу, подписывает принятые парламентом акты, а также представляет парламент в отношениях с другими органами власти и иностранными государствами. В установленных Конституцией Украины случаях Председатель Верховной рады временно исполняет полномочия президента Украины.

### Система «Рада»
Для работы народных депутатов используется информационно-аналитическая система «Рада», которая в том числе состоит из системы поимённого электронного голосования.
Институтом проблем математических машин и систем Национальной академии наук Украины (ИПММС НАНУ) были разработаны и внедрены несколько поколений автоматизированных систем информационной поддержки законотворческой деятельности народных депутатов («Рада-1», «Рада-2», «Рада-3»).
Система «Рада-1» впервые заработала 15 мая 1990 года в парламенте Украинской ССР. Эксплуатация системы «Рада-2» началась осенью 1993 года, когда депутаты начали использовать микрофоны, встроенные в пульты на рабочих местах. «Рада-3» начала работу 3 сентября 2002 года, и на депутатских пультах появились экраны.
Система «Рада-3», среди прочего, выполняет функции сопровождения голосования, сопровождения выступления депутата, информационного обслуживания депутата на рабочем месте и контроля функционирования.
Система принимает голоса только после старта таймера. При этом депутат может нажимать любые кнопки («за», «против», «воздержался»), но в качестве решения фиксируется лишь та кнопка, которую нажали последней.
Во время голосования система включает 10-секундный таймер и отсчёт времени сопровождается нисходящей последовательностью десяти звуков: F5 (698,46 Гц), E♭5 (622,25 Гц), D5 (587,33 Гц), C5 (523,25 Гц), B♭4 (466,16 Гц), A♭4 (415,30 Гц), G4 (392,00 Гц), F4 (349,23 Гц), E♭4 (311,13 Гц), G6 (1567,98 Гц). Эти сигналы являются неизменными много лет и хорошо известны украинцам.
2 марта 2021 года Верховная рада начала использовать в зале пленарных заседаний сенсорную кнопку, считывающий отпечаток пальца.

## История
Предшественником Верховной рады является Верховный Совет УССР, 1-я сессия первого созыва которого состоялась в 1938 году.
Верховный Совет Украинской ССР двенадцатого созыва 16 июля 1990 года принял Декларацию о государственном суверенитете Украины, а 24 августа 1991 года — Акт о государственной независимости, объявив о создании независимого государства Украина. Первые созывы Рады продолжали нумерацию от первого созыва ВС УССР, а в 2001 году порядок нумерации созывов был изменён, и первым созывом был объявлен созыв 1990—1994 годов.
Верховная рада четвёртого созыва 8 декабря 2004 года внесла изменения в Конституцию Украины, передав парламенту часть президентских полномочий.
Верховная рада шестого созыва 2 февраля 2011 года внесла изменения в Конституцию Украины, продлив срок своих полномочий до 5 лет.
| Выборы    | Созыв      | Начало          | Конец           | Коалиции | Коалиционные правительства                    |
| --------- | ---------- | --------------- | --------------- | --- | --------------------------------------------- |
| 1990 года | I созыв    | 15 мая 1990     | 22 апреля 1994  | |                                               |
| 1994 года | II созыв   | 11 мая 1994     | 12 мая 1998     | |                                               |
| 1998 года | III созыв  | 12 мая 1998     | 14 мая 2002     | |                                               |
| 2002 года | IV созыв   | 14 мая 2002     | 25 мая 2006     | |                                               |
| 2006 года | V созыв    | 25 мая 2006     | 6 ноября 2007   | «Антикризисная коалиция» (2006—2007) | Правительство Януковича                       |
| 2007 года | VI созыв   | 6 ноября 2007   | 12 декабря 2012 | «Коалиция демократических сил» (2007—2008) «Коалиция национального развития, стабильности и порядка» (2008—2010) «Стабильность и реформы» (2010—2012) | Правительство Тимошенко Правительство Азарова |
| 2012 года | VII созыв  | 12 декабря 2012 | 27 ноября 2014  | «Европейский выбор» (2014) | Правительство Яценюка                         |
| 2014 года | VIII созыв | 27 ноября 2014  | 29 августа 2019 | «Европейская Украина» (2014—2019) | Правительство Яценюка Правительство Гройсмана |
| 2019 года | IX созыв   | 29 августа 2019 |                 | «Слуга Народа» (2019 — н. в.) как монокоалиция |                                               |

### Парламентские выборы
В 1998 и 2002 годах на Украине действовала смешанная система парламентских выборов, согласно которой 225 депутатов избирались по округам, а 225 — от партий на пропорциональной основе.
В 1998 году в выборах приняли участие 49 партий и блоков. Избрано 225 депутатов по единому многомандатному округу от 8 списков политических партий и блоков. 225 депутатов избрано в одномандатных округах.
В 2002 году — 62 партии и блока. 225 депутатов по многомандатному округу от 6 списков политических партий и блоков. 225 депутатов избрано в одномандатных округах.
С 2006 года, согласно изменениям в Конституции (отменены в 2010 году Конституционным Судом Украины), выборы всех 450 депутатов проводятся только по партийным спискам.
В 2006 году участие в выборах принимали 45 партий и блоков. В распределении мандатов приняли участие 5 партий и блоков.
Внеочередные парламентские выборы на Украине 30 сентября 2007 года — 20 партий и блоков. В распределении мандатов приняли участие 5 партий и блоков.
В 2012 году 225 депутатов избирались по пропорциональной системе, 225 — по одномандатным округам. Право на распределение мандатов в многомандатном округе получили 5 партий.
26 октября 2014 года в стране состоялись внеочередные парламентские выборы, 225 депутатов избирались по пропорциональной системе, 225 — по одномандатным округам. Право на распределение мандатов в многомандатном округе получили 6 партий.
Внеочередные выборы в Верховную раду Украины IX созыва были проведены по указу президента Украины Владимира Зеленского 21 июля 2019 года. По итогам выборов Рада значительно обновилась, впервые в истории независимой Украины одна партия (Слуга народа) получила право самостоятельно сформировать правительство.

### Председатель парламента
За всё время должность председателя Верховной рады занимали 12 человек.

## Здание парламента

Здание Верховной рады Украины

Верховная рада заседает в Здании Верховной рады Украины (бывший Дом Верховного Совета Украины) — здании в стиле сталинской неоклассики в Киеве. Оно соседствует с Мариинским дворцом — памятником елизаветинского барокко XVIII века, являющимся церемониальной резиденцией президента Украины.

## СМИ
Официальными печатными изданиями Верховной рады Украины являются газета «Голос Украины», выходящая с 1 января 1991 года; бюллетень «Ведомости Верховной Рады Украины» (в текущем виде выходит с 1991 года) и журнал «Віче», выходящий с апреля 1992 года. Освещением деятельности также занимается дирекция телерадиопрограмм Верховной Рады Украины, производящая телепередачи о деятельности Верховной рады с 1999 года. В структуре дирекции находится также телевизионный канал «Рада», вещающий с 6 сентября 2004 года.

## Критика
В 2006 году западные исследователи среди острых недостатков в работе Верховной рады указывали на высокий уровень коррупции (см. коррупция на Украине). По их мнению, Верховная рада Украины приобрела печальную известность лоббированием бизнес-интересов самых различных сил, которые сознательно мешают выработке законодательства, способствующего прояснению процедур экономического управления.